# بيلي جيبسون
بيلي جيبسون (بالإنجليزية: Billy Gibson)‏ (30 سبتمبر 1990 في المملكة المتحدة - ) هو لاعب كرة قدم بريطاني في مركز الوسط. لعب مع كامبريدج يونايتد ونادي واتفورد ويوفل تاون وبرينتري تاون وهيميل هيمبستيد تاون ونادي ويلدستون لكرة القدم.

## وصلات خارجية
- بيلي جيبسون على موقع قاعدة بيانات كرة القدم.إي يو (الإنجليزية)
- بيلي جيبسون على موقع Soccerbase.com (لاعب) (الإنجليزية)